# Barbara Nekesa Oundo
Barbara Nekesa Oundo là một chính trị gia và nhà ngoại giao người Uganda, người phục vụ với tư cách là Cao ủy Uganda tại Nam Phi, có trụ sở tại Pretoria. Trong cương vị đó, bà cũng đại diện cho đất nước của mình, cho các quốc gia Nam Phi, Botswana, Namibia, Lesotho và Swaziland.
Trước đây bà từng là Bộ trưởng Nhà nước về các vấn đề Karamoja trong Nội các Uganda. Bà được bổ nhiệm vào vị trí đó vào ngày 27 tháng 5 năm 2011. Bà thay thế Janet Museveni, người được bổ nhiệm làm bộ trưởng cho các vấn đề Karamoja. Oundo cũng đã phục vụ như là thành viên được bầu của Quốc hội cho đại diện phụ nữ huyện Busia trong quốc hội thứ 9 (2011-2016).

## Bối cảnh và giáo dục
Bà sinh ra tại quận Busia ở miền Đông vào ngày 6 tháng 6 năm 1984 với Mary Hadudu, mẹ của chín bà gái khác, và Edward Wabudi, một ủy viên hội đồng địa phương. Bà đã theo học tại trường Bubulo Girls School ở Mbale để học trung học cơ sở (O-Level) và trường trung học Mbogo ở Kawempe để học trung học (A-Level). Năm 2009, bà tốt nghiệp Đại học Makerere ở Uganda với bằng Cử nhân Quản trị Nhân sự.

## Sự nghiệp và gia đình
Từ năm 2007, bà đã kết hôn với Charles Oundo, một nhân viên dịch vụ nước ngoài, người mà bà đã gặp trong khi học đại học tại Đại học Makerere. Họ có hai con trai. Trong năm 2011, bà đã thành công trong việc đóng vai trò ứng cử viên chính trị quốc gia về Phong trào kháng chiến quốc gia (NRM) cho ghế phụ nữ khu vực phụ nữ của quốc hội. Vào tháng 5 năm 2011, bà được bổ nhiệm làm bộ trưởng nhà nước cho các vấn đề Karamoja, báo cáo trực tiếp cho Janet Museveni, đệ nhất phu nhân của Uganda kiêm bộ trưởng về các vấn đề Karamoja.